# Amphisbetia fasciculata
Amphisbetia fasciculata är en nässeldjursart som först beskrevs av Gustav Heinrich Kirchenpauer 1864.  Amphisbetia fasciculata ingår i släktet Amphisbetia och familjen Sertulariidae. Inga underarter finns listade i Catalogue of Life.